# طواف كاستيلون 2015
طواف كاستيلون (بالإنجليزية: 2015 Vuelta a Castilla y León)‏ هو سباق دراجات هوائية أقيم بتاريخ 17 أبريل 2015، تكون السباق من 3 مراحل وامتدّ لمسافة 534.6 كم بسرعة 40.2 كم/س، استغرق السباق 13ساعة و18 دقيقة و36 ثانية.

## روابط خارجية
- طواف كاستيلون 2015 على موقع إحصائيات الدراجات الإحترافية (الإنجليزية)